# Chasmata di Dione
Segue una lista dei chasmata presenti sulla superficie di Dione. La nomenclatura di Dione è regolata dall'Unione Astronomica Internazionale; la lista contiene solo formazioni esogeologiche ufficialmente riconosciute da tale istituzione.
I chasmata di Dione portano i nomi di personaggi e luoghi tratti dall'Eneide di Virgilio.

## Prospetto
| Chasma            | Eponimo | Latitudine | Longitudine | Diametro |
| ----------------- | --- | ---------- | ----------- | -------- |
| Aurunca Chasmata  | Aurunca - Antica città del popolo italico degli Osci.                                                                                                   | 11,56° N   | 266,7° W    | 290 km   |
| Drepanum Chasma   | Drepanon - Antico centro della Sicilia occidentale, situato sul promontorio ove sorge L'odierna Trapani, dove attraccò Enea e venne seppellito Anchise. | 46° S      | 265° W      | 360 km   |
| Eurotas Chasmata  | Eurota - Il fiume su cui sorgeva Sparta. | 4,94° N    | 301,35° W   | 1000 km  |
| Larissa Chasma    | Larissa - Città della Tessaglia, regione natia di Achille.                                                                                              | 28,98° N   | 69,5° W     | 150 km   |
| Latium Chasma     | Lazio - La regione dell'Italia destinazione dei Troiani.                                                                                                | 20° N      | 63,93° W    | 360 km   |
| Padua Chasmata    | Padova - Città fondata da Antenore. Precedentemente classificato come linea.                                                                            | 17,7° N    | 247,17° W   | 1025 km  |
| Palatine Chasmata | Palatino - Colle di Roma sulla sponda sinistra del Tevere. Precedentemente classificato come struttura singola.                                         | 48° S      | 316° W      | 1100 km  |
| Tibur Chasmata    | Tivoli - Antica città dell'Italia sulle sponde dell'Aniene non lontana da Roma.                                                                         | 60° N      | 69,3° W     | 156 km   |

## Nomenclatura abolita
| Chasma          | Eponimo                                                    | Latitudine | Longitudine | Diametro | Motivazione                                      |
| --------------- | ---------------------------------------------------------- | ---------- | ----------- | -------- | ------------------------------------------------ |
| Palatine Chasma | Palatino - Colle di Roma sulla sponda sinistra del Tevere. | 48° S      | 316° W      | n.a.     | Riclassificato nel 2008 come struttura multipla. |